# 魚鴉
魚鴉（學名：Corvus ossifragus），是鸦科鸦属的一种，是全面迁徙的候鸟，分布于美国、加拿大和巴哈马。全球活动范围约为971,000平方千米。该物种的保护状况被评为无危。
鱼鸦的平均体重约为285.0克。栖息地包括多岩石的海岸、亚热带或热带的（低地）季节性湿润草原、潮池、沙滩、沙洲、沙嘴、湿地和多卵石或砾石的海岸。

## 特徵
魚鴉是有一點兒像美洲鴉但這個品種較為瘦小(36—41厘米長)並且擁一身光滑的羽毛。當牠們與美洲鴉肩並肩時或是由牠們的叫聲才能明顯地分辨出不同。魚鴉的喙較小，不過在沒有比較下也很難藉以分辨魚鴉。
體型大小差異是存在的，不過要從視覺來分辯魚鴉和美洲鴉是很難也不十分準確的，魚鴉傾向有修長的喙和爪，並且在上喙的端部有一個向上的小鉤，魚鴉走路時看起來腿較短。有趣的是當魚鴉叫時，牠們會弓起與鬆散喉部的羽毛。
魚鴉的叫聲與美洲鴉不同，魚鴉會發出帶有鼻音而嘶啞的「啊啊啊」以及求食時的「嘩—嘩」。

## 種類
最近的遺傳基因顯示魚鴉接近先娜隆鴉（Sinaloan Crow）（Corvus sinaloae）和譚馬利珀鴉,（Tamaulipas Crow）（Corvus imparatus）但和美洲鴉（Corvus brachyrhynchos）就不是近親了。

## 分佈與棲息地
這種品種會出現在美國東岸的羅德島州（Rhode Island）南部至墨西哥灣北部，牠們也會沿著河流系統深入內陸。沿海的沼澤地區、和海灘是其經常出沒之處，河流、內陸湖、紅樹林、河岸亦有牠的蹤影。

## 行為

### 食物
牠們的食物主要是地上或是淺水中細小的甲殼類例如蟹、蝦，無脊椎的生物、擱淺的死魚，牠們低飛盤旋然後利用爪子將食物從水中拉出來。如情況許可的話，活魚、蛋和雛鳥、小型爬蟲類以及水果、花生和榖粒、人類的食物殘渣都是牠們獵取的目標。

### 繁殖
通常會下4到5顆蛋，鳥巢通常是會建在樹的高處，也會伴著附近其它樹上的同類組成一個不十分緊密的群體。

## 保護狀況
魚鴉對西尼羅河病毒的抵抗性比美洲鴉要強，存活率可達45%，美洲鴉的存活率幾近於零。